# Liolaemus pachacutec
Liolaemus pachacutec — вид ігуаноподібних ящірок родини Liolaemidae. Ендемік Перу.

## Поширення і екологія
Liolaemus pachacutec відомі з чотрирьох місцевостей, розташованих в регіонах Апурімак і Куско. Вони живуть на високогірних луках пуна, місцями порослих чагарниками, серед каміння. Зустрічаються на висоті від 4023 до 4972 м над рівнем моря. Є живородними. 